# Semana Roja (Argentina)

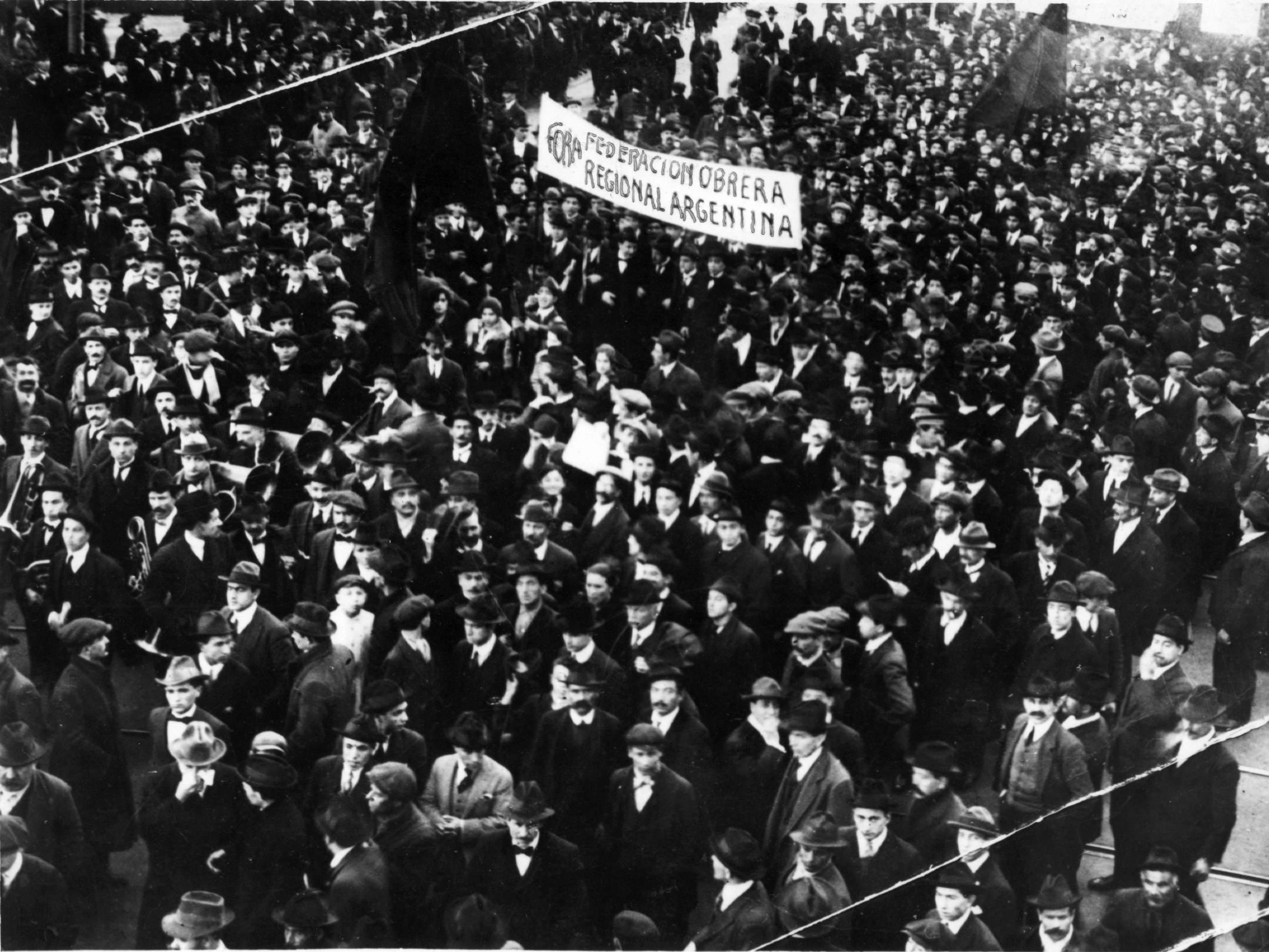
Manifestación del sindicato anarquista FORA (principios del).

Se conocen como la Semana Roja a los acontecimientos represivos que comenzaron durante la conmemoración del Día Internacional de los Trabajadores en la Plaza Lorea de Buenos Aires de 1909 en el que quedaron heridas más de cien personas y murieron decenas a manos de la policía, que disparó indiscriminadamente contra la multitud mientras se estaba dispersando, junto a la huelga general más exitosa hasta la época, que se produjo como consecuencia de esa masacre.
Al cabo de unos meses, con el atentado mortal cometido por el militante anarquista Simón Radowitzky contra el jefe de policía Ramón Lorenzo Falcón se ocasionaron nuevos acontecimientos represivos.

## Los hechos

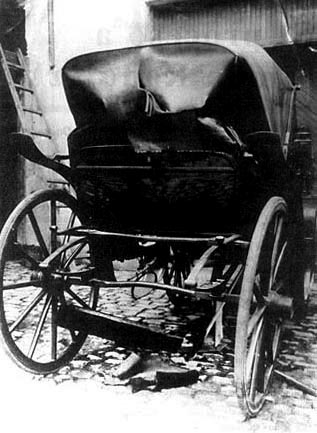
Coche en el que viajaba Falcón

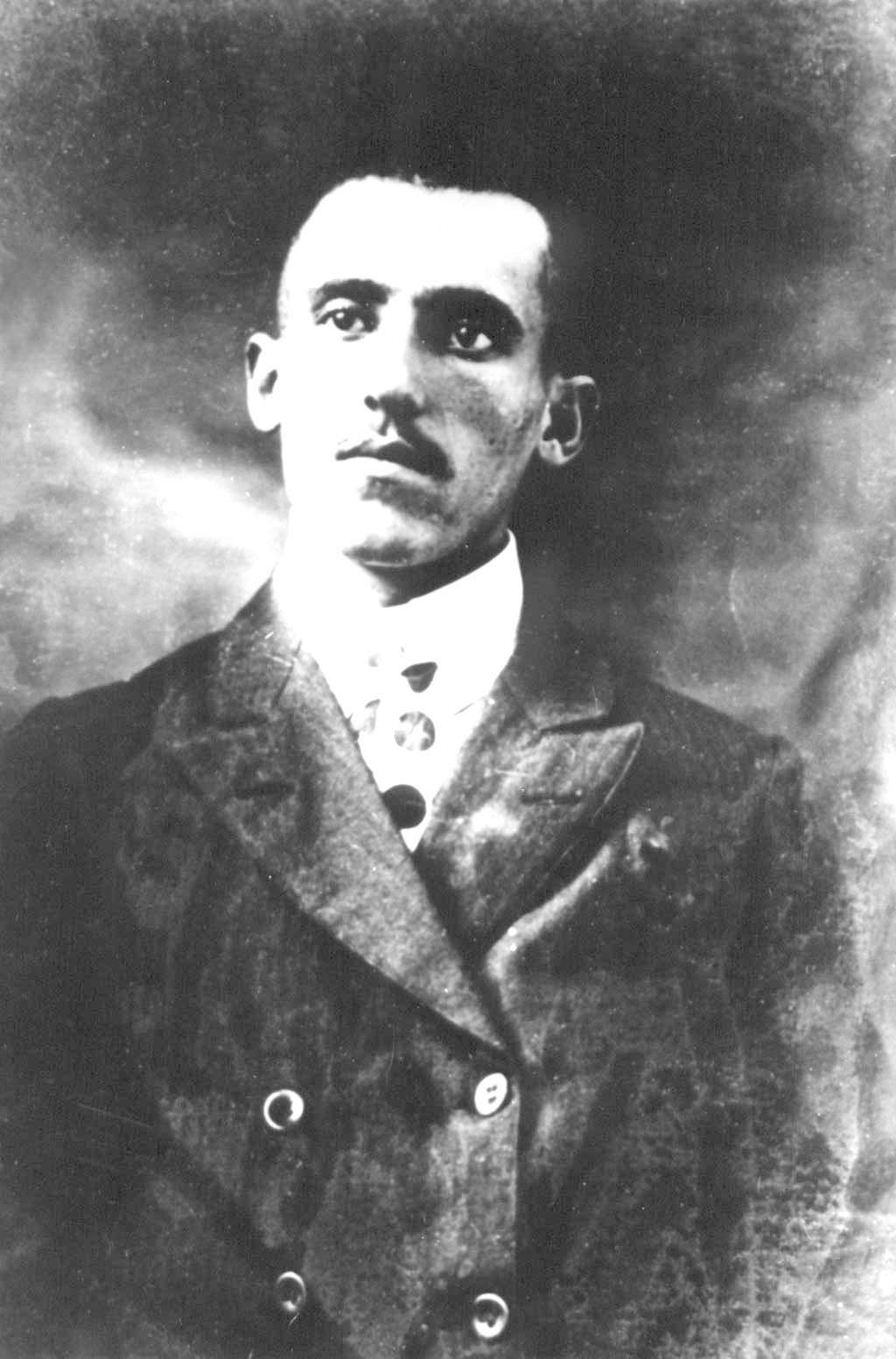
Simón Radowitzky

### La represión del 1 de mayo
Según testimonios de la época, una vez acabado el discurso de un orador anarquista ante un público de aproximadamente 1500 personas (hombres, mujeres y niños), estando Ramón L. Falcón presente junto a su estado mayor, la multitud, que se estaba dispersando ya, fue atacada por varias cargas de fusilería por parte de un batallón de un centenar de uniformados a caballo. El tiroteo duró varios minutos, hasta que finalmente la Avenida de Mayo quedó despejada de público, el cual había huido por las calles laterales. El ataque dejó 80 heridos y 14 muertos.
En los días siguientes, Ramón Falcón ordenó el cierre de los locales sindicales y el arresto de 16 cabecillas anarquistas de la manifestación. También, desde los sistemas de comunicación dependientes de las fuerzas de seguridad, se empezó a difundir la versión de que los hechos del 1 de mayo se debían a un "complot ruso-judaico".

### Respuesta
Inmediatamente después de la matanza, el sindicato anarquista FORA, que era el que había organizado el acto, llamó a la huelga general durante una concentración frente a la Casa Rosada. Ya en ese momento, las dos centrales sindicales, la anarquista y la socialista UGT, habían decidido acometer las acciones conjuntamente. La huelga duró una semana y fue reprimida con militares. Pese a ello, tuvo alcance nacional, y durante varios días la ciudad de Buenos Aires se vació tanto de deambulantes como de servicios de transporte.
Como resultado de la rápida respuesta y unión de las dos grandes centrales sindicales, el gobierno instauró el estado de sitio, que se mantuvo hasta el año siguiente, además de firmar numerosos decretos de expulsión del país de extranjeros.

### 4 de mayo
Hubo una multitudinaria manifestación por el sepelio de los muertos del 1 de mayo; entre 50 000 y 80 000 personas se congregaron frente a la morgue. La comitiva solicitó la entrega de los cadáveres, petición que fue ignorada y que ocasionó un nuevo enfrentamiento entre los trabajadores y los uniformados.

### 7 de mayo
Este día se produjo el estallido de una bomba en un tranvía.

### 9 de mayo
Después de intensas negociaciones con el gobierno de José Figueroa Alcorta —a través del vicepresidente provisional— la huelga general fue levantada. Algunas peticiones de los sindicatos fueron aceptadas, entre ellas la petición de liberación de los detenidos el 1 de mayo, aunque no todas. Ningún responsable o ejecutor de la matanza tuvo que responder judicialmente por sus actos.

## Secuelas

### Ataque contra Falcón
El 15 de noviembre de ese año, un militante anarquista, Simon Radowitzky, quien era menor de edad cuando cometió el atentado, asesinó al comisario al atacarlo exitosamente con una bomba en el cruce de las avenidas Callao y Quintana. Acabó siendo apresado y torturado en dependencias de la policía. Durante el juicio, el fiscal había pedido la pena de muerte, pero finalmente fue enviado al penal de Ushuaia.
El asesinato de Falcón produjo una nueva oleada represiva que se vio teñida por episodios de violencia antisemita y xenófoba, producidos después del fallo condenatorio; además del saqueo y quema de diversos periódicos, bibliotecas e instituciones socialistas y anarquistas, también instituciones como la Biblioteca Rusa o la Poale Sión.
Las manifestaciones obreras de la época, por su parte, salieron a gritar consignas a favor de Radowitzky, como È morto Ramón Falcón massacratore; evviva Simón Radowitzky vindicatore. Las manifestaciones contrarias a Radowitsky, en el centenario de la independencia, se coreaba la consigna "¡fuera los rusos!".